# Franz Friedrich Fronius
Franz Friedrich Fronius (Szásznádas, 1829. január 9. – Szentágota, 1886. február 14.) ágostai evangélikus lelkész.

## Élete
Apja Johann Georg Fronius szintén lelkész volt. A gimnáziumot 1838-tól 1847-ig Segesvárt végezte; azután a lipcsei egyetem hallgatója volt. 1850-től a segesvári gimnáziumban tanította a vallást, német, latin, görög nyelvet és természetrajzot. 1859-ben Erkeden helyettes, 1868-ban pedig Szentágotán rendes lelkész lett.
Cikkei a Verhandlungen und Mittheilungen des naturw. Vereins zu Hermannstadt című  folyóiratban (VI. 1855. Zwei botanische Excursionen I. Von Hermanstadt auf die Frumoasze. II. Von Kronstadt auf den Butschetsch, VII. 1856. Beobachtungen über periodische Erscheinungen im Thier- und Pflanzenreiche aus der Umgebung von Schässburg, Eine naturhistorische Excursion auf den Negoi, VIII. 1857. Ausflug auf die Hargitta am 1. Juni 1857., IX. 1858. Botanische Excursion auf das Gebirg Szurul, Eine naturhistorische Excursion in das Szeklerland), az Archiv des Vereins für siebenbürgische Landeskunde-ban (III. 1858. Zwei Tage auf dem Szurul und sechs Tage im Szeklerland. Eine botanische Excursion, XI. 1873. Zur Erinnerung an Joh. Chr. Gottlob Baumgarten), a Trauschenfels Magazinjában (1859. Zur Pflanzenphänologie des Jahres 1858.), Aus Siebenbürgens Vorzeit und Gegenwart. Hermanstadt, 1857. című. albumban (Eine Kindstaufe in den 13 Dörfern), a Siebenb. Quartalschriftben (1860. Literae Obscurorum virorum cz. latin publicistikai levelei), a Sächsischer Hausfreund című brassói naptárban (1860. Deutsches Badeleben in Siebenbürgen, 1851. Eine sächsische Bauernhochzeit im Haferland. 1863. Die sächsische Bruderschaft, 1864. Sächsisches Bauernleben im Haferland, 1866. Kinderleben unter Sächsischen Bauern im Haferland); a Jahrbuch des siebenb. Karpathenvereins évkönyvben (Nagy-Szeben 1881. Zur Charakteristik der siebenbürgischen Karpathenflora); programmértekezése a segesvári ág. ev. gymnasium Értesítőjében (1858. Flora von Schässburg. Különnyomatban is).

## Művei
- Bericht über die 2. Haupt-Versammlung des evang. Hauptvereins der Gustav-Adolph-Stiftung für Siebenbürgen, abgehalten in Grossschenk am 4. u. 5. August 1863. Im Auftrage des Hauptvorstandes zusammengestelt. Kronstadt, 1863.
- Beiträge zur Entwicklungs-Geschichte der evang-sächsichen Gemeinde Arkeden. Festgabe zur Erinnerung an die vierte Jahres-Versammlung des Schässburger Zweigvereins der Gustav-Adolph-Stiftung für Siebenbürgen, in Arkeden, am Feste Pauli und Petri 1866. Hermannstadt, 1866.
- Festrede, gehalten bei der Jahresversammlung des siebenbürgischen Hauptvereins der evang. Gustav-Adolf-Stiftung in Hermannstadt am. 13. August 1871. Kronstadt.
- Bilder aus dem sächsischen Bauernleben in Siebenbürgen. Ein Beitrag zur deutschen Culturgeschichte. Wien, 1879. (2. változott kiadás. Wien, 1883., 3. kiadás: Siebenbürgischdeutsche-Volksbücher III. Wien, 1885.)